# Алуминиев трихидроксид
Алуминиевият трихидроксид, Al(OH)3, е висшият хидроксид на алуминия. Представлява бяло, йонно, неразтворимо във вода вещество с амфотерни свойства. Свързани съединения са алуминиевият оксид хидроксид (AlO(OH)) и оксид (Al2O3).

## Строеж
Във водния разтвор на алуминиевия хидроксид не съществуват прости катиони и аниони, като например Al3+, AlO3-
3 или AlO-
2. В зависимост от рН на разтвора съществуват различни комплекси. При неутрална среда аморфната утайка на алуминиевия хидроксид стои в равновесие с разтворените неутрални частици [Al(OH)3(H2O)3], макар и в много малка концентрация. При подкиселяване на средата постепенно се извличат OH- йони от неутралния комплекс и те се заменят от водни молекули до крайното получаване на алуминиев хексахидрат:
{\displaystyle {\ce {[Al(OH)_3(H_2O)_3] -> [Al(OH)_2(H_2O)_4]^+ -> [Al(OH)(H_2O)_5]^2+ -> [Al(H_2O)_6]^3+}}}
При алкализиране на средата към неутралния комплекс се присъединяват хидроксидни групи, които в зависимост от концентрацията на основата постепенно заменят водните молекули до пълното им отстраняване:
{\displaystyle {\ce {[Al(OH)_{3}(H_{2}O)_{3}] -> [Al(OH)_{4}(H_{2}O)_{2}]^- -> [Al(OH)_{5}(H_{2}O)]^2- -> [Al(OH)_{6}]^{3-}}}}.
Това също води до разтваряне на утайката.
Всички тези видове йони са констатирани при съответните условия.

## Химични свойства
Аморфната утайка на Al(OH)3 търпи процеси на обезводняване, като накрая се достига до кристална фаза. Механизмът на обезводняването е сложен. Той зависи от изходните вещества, pH на средата и температурата, при която става обезводняването. В процеса на дехидратирането някои хидроксидни групи се заменят с кислородни атоми. Една такава форма на алуминиевия хидроксид е алумогелът, който се използва като адсорбент и носител на катализатори. Прясно полученият аморфен хидроксид лесно реагира с киселини и концентрирани основи:
{\displaystyle {\ce {Al(OH)_3 + 3HCl -> AlCl_3 + 3H_2O}}}
{\displaystyle {\ce {Al(OH)_3 + 3 k.NaOH -> Na_3AlO_3 + 3H_2O}}}